# Шепелев, Александр Павлович
Александр Павлович Шепелев (род. 12 июля 1937 года, Горловка Донецкая область) ― советский и российский биохимик, доктор медицинских наук, профессор, Заслуженный деятель науки РСФСР (1994), Член-корреспондент РАЕН. Лауреат Государственной премии Российской Федераций в области науки и техники (1996).

## Биография
Александр Павлович родился 12 июля 1937 года, в городе Горловке Донецкой области. В 1960 году окончил Ростовский медицинский институт. Работал врачом в Верхне-Кубанском лепрозории Минздрава РСФСР.
В 1962 году поступил в аспирантуру кафедры биохимии Ростовского медицинского института. В 1966 году защитил кандидатскую, в 1979 году ― докторскую диссертации. Занимался педагогической деятельностью, сначала в должности ассистента кафедры биохимии Ростовского медицинского института, а впоследствии доцента и профессора.
В 1982 году А. П. Шепелев утверждён в учёном звании профессора. С 1982 по 2008 годы Александр Павлович руководил Ростовским научно-исследовательским институтом микробиологии и паразитологии, не оставлял научную и педагогическую деятельность в мединституте в должности заведующего кафедрой.
Научная деятельность А. П. Шепелева делится на два периода. Первый, с 1962 года по 1982 год — основные научные работы относятся к вопросам изучения биохимических аспектов липидного обмена при экстремальных воздействиях. Второй, с 1982 года — главное направление научной деятельности — роль свободно-радикального окисления в патогенезе инфекционных и неинфекционных заболеваний.
Александр Павлович Шепелев утверждает:

Для меня работа — это хобби. Я всегда считал, что не работаю, а получаю удовольствие. Когда вечером ставишь эксперимент и ждёшь результатов, утром буквально бежишь на работу. Если что-то получалось, я прыгал до потолка: «Ай да Пушкин!!!». Ничего в этом деле мне не было в тягость. Наука всегда стояла для меня на первом месте, и, к счастью, никто и никогда не пытался этого исправить.
Активный изобретатель, Александр Павлович разработал ряд биопрепаратов. Автор 300 печатных работ. А. П. Шепелев подготовил 25 кандидатов и 2 докторов наук.
За заслуги в научном обосновании гомеопатии профессор Шепелев Александр Павлович удостоен медали С. Ганемана Европейской академии естественных наук. Лауреат Государственной премии Российской Федераций в области науки и техники (1996).

## Награды и звания
- Заслуженный деятель науки Российской Федерации (26 июля 1994) — за заслуги в научной деятельности
- Лауреат Государственной премии Российской Федераций в области науки и техники (1996)
- Медаль С. Ганемана Европейской академии естественных наук
- Доктор медицинских наук
- Профессор
- Член-корреспондент РАЕН